# Hedgpethius mamillatus
Hedgpethius mamillatus är en havsspindelart som beskrevs av Child, C.A. 1982. Hedgpethius mamillatus ingår i släktet Hedgpethius och familjen Ammotheidae. Inga underarter finns listade i Catalogue of Life.